# Povestea unui pierde-vară
Povestea unui pierde-vară ('het verhaal van een verloren zomer') is een Roemeense dramafilm uit 2018 onder regie van Paul Negoescu.

## Verhaal
Petru is professor wiskunde aan de Polytechnische Universiteit Boekarest. Hij heeft een open relatie met Irina, die accepteert dat hij af en toe met andere vrouwen naar bed gaat. Wanneer Irina zwanger wordt, wordt Petru echter gedwongen keuzes te maken en volwassen te worden. Dit is niet gemakkelijk voor hem en hij spreekt erover met zijn vrienden. Een van Petru's vrienden wil een boek over zijn verhaal schrijven.

## Rolverdeling
- Alexandru Papadopol als Petru
- Radu Romaniuc als Silviu
- Rolando Matsangos als Andi
- Nicoleta Lefter als Irina
- Crina Semciuc als Sînziana
- Iulia Ciochina als Cristina
- Olimpia Malai als Ioanna